# Strychnos ecuadoriensis
Strychnos ecuadoriensis là một loài thực vật có hoa trong họ Mã tiền. Loài này được Krukoff & Barneby miêu tả khoa học đầu tiên năm 1978.